# Versec község
Versec község (szerbül Општина Вршац / Opština Vršac) egy közigazgatási egység Szerbiában, a Vajdaságban. A község egyike a Dél-bánsági körzet nyolc községének és 24 településből áll. A község központja Versec városa. A község területe 800 km². Az utolsó népszámlálás (2002) adatai szerint a község népessége 54 369 fő, a természetes szaporulat értéke pedig -4,3‰. A községben 27 általános iskola és 4 középiskola van.

## Települések

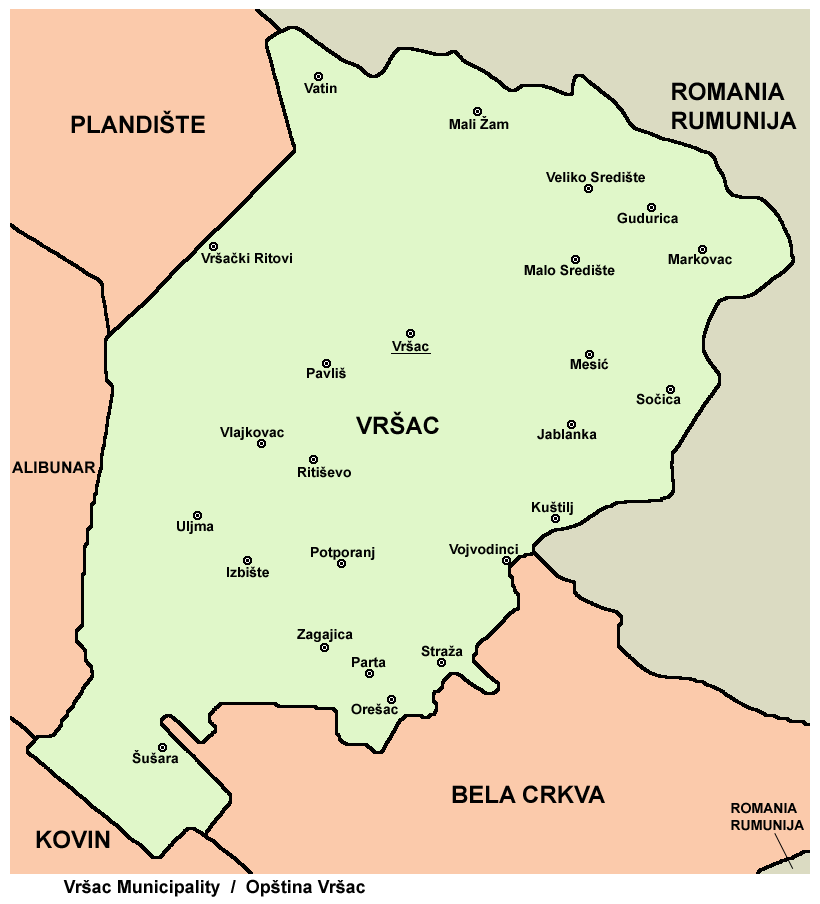

- Almád (Jablanka)
- Fejértelep (Šušara)
- Fürjes (Zagajica)
- Homokdiód (Orešac)
- Homokszil (Uljma)
- Izbistye (Izbište)
- Kisszered (Malo Središte)
- Kiszsám (Mali Žam)
- Márktelke (Markovac)
- Meszesfalva (Mesić)
- Mélykastély (Kuštilj)
- Nagyszered (Veliko Središte)
- Párta (Parta)
- Porány (Potporanj)
- Réthely (Ritiševo)
- Temeskutas (Gudurica)
- Temesőr (Straža)
- Temespaulis (Pavliš)
- Temesszőlős (Sočica)
- Temesvajkóc (Vlajkovac)
- Vajdalak (Vojvodinci)
- Verseci Rétek (Vršački Ritovi)
- Versecvát (Vatin)

## Etnikai összetétel
- szerbek 39 418 (72,5%)
- románok 5913 (10,87%)
- magyarok 2619 (4,81%)
- cigányok 1186 (2,18%)
- jugoszlávok 1019 (1,87%)

1. ↑  2022 Serbia Census